# Szigirija
Szigirija vagy Szinhagiri (Oroszlán szikla, szingaléz: සීගිරිය, tamilul: சிகிரியா) ősi sziklavár a Srí Lanka középső tartományában lévő Dambulla város közelében. A név egy történelmi és régészeti helyszínt jelöl, amelynek legmarkánsabb jellemzője egy monumentális, mintegy 200 méter magas szikla. Az ősi Srí Lanka-i krónika, a Csúlavamsza, szerint ezt a helyszínt választotta új fővárosa helyszínéül Kásjapa király (477 – 495). Palotáját az itt található szikla tetejére építtette, és a szikla falaira színes freskókat rajzoltatott. A sziklán felfelé vezető út mintegy félénél, egy kisebb alapterületű, vízszintes szirten kaput emeltetett, amely egy hatalmas oroszlánt formáz. A hely erről az építményről kapta a nevét. A fővárost és a királyi palotát a király halála után elhagyták, és a 14. századig buddhista kolostorként működött.
Szigirija ma UNESCO világörökségi helyszín, az ősi várostervezés egyik legépebben fennmaradt példája.

## Története
A Szigirija közvetlen környezetében valószínűleg már a történelem előtti időktől kezdve éltek emberek. Több bizonyíték is utal arra, hogy az itteni sziklamenedékeket és -barlangokat már az i. e. 3. században is használták buddhista szerzetesek és más aszkéták. A Szigirijában található legkorábbi emberi nyomok az Aligala sziklánál találhatók, a Szigirija sziklától keletre. Ennél a sziklánál már ötezer évvel ezelőtt is éltek emberek, a középső kőkorszakban.
Az i. e. 3. században a Szigirija sziklái körüli sziklás hegyekben buddhista egyházi épületeket alakítottak ki – ez elsősorban menedékhelyeket és barlangokat jelentett, amelyek bejáratát faragott csepegtető szegéllyel látták el. A falakon feliratok szerepelnek a buddhista egyház részére adományozók feljegyzéseivel. Ezek az i. e. 3. század és az i. sz. 1. század közötti időszakból valók.
477-ben Kásjapa, a király törvényen kívüli fia – a király katonai parancsnok unokaöccse, Migara segítségével – puccsal elfoglalta Dathuszena király trónját. A törvény szerinti örökös, Moggallana, az életét féltve elmenekült Dél-Indiába. Kásjapa Moggallana támadásától tartva költöztette el a fővárosát és lakhelyét a hagyományos fővárosból, Anuradhapura városából a biztonságosabb Szigirijába. Kásjapa király uralkodása alatt (477–495) Szigirija összetett erődítménnyé és várossá fejlődött. Ebből az időből való a sziklacsúcson és a körülötte lévő díszes építmények többsége, köztük a védelmi építmények, paloták és kertek.
A Csúlavamsza szövegeiben Kásjapa király Dhatuszena fia. A történet szerint Kásjapa a saját apját élve befalaztatta, és a trónt elbitorolta a törvényes örökös, fivére, Moggallana elől. Moggallana Indiába szökött, de bosszút esküdött. Moggallana hatalmas sereget toborzott és visszatérve Srí Lanka szigetére 495-ben legyőzte Kásjapát. A csatában Kásjapát saját emberei cserben hagyták, aki ezt követően öngyilkosságot követett el saját kardjával. Moggallana újra Anuradapurát tette meg fővárosának, és Szigirijában buddhista kolostor komplexumot hozott létre, amely egészen a 13-14. századig működött. A következő 3-4 évszázadról nem maradtak fenn feljegyzések, majd a Kandy királyság előőrseként működött egy ideig.

## Régészeti maradványok

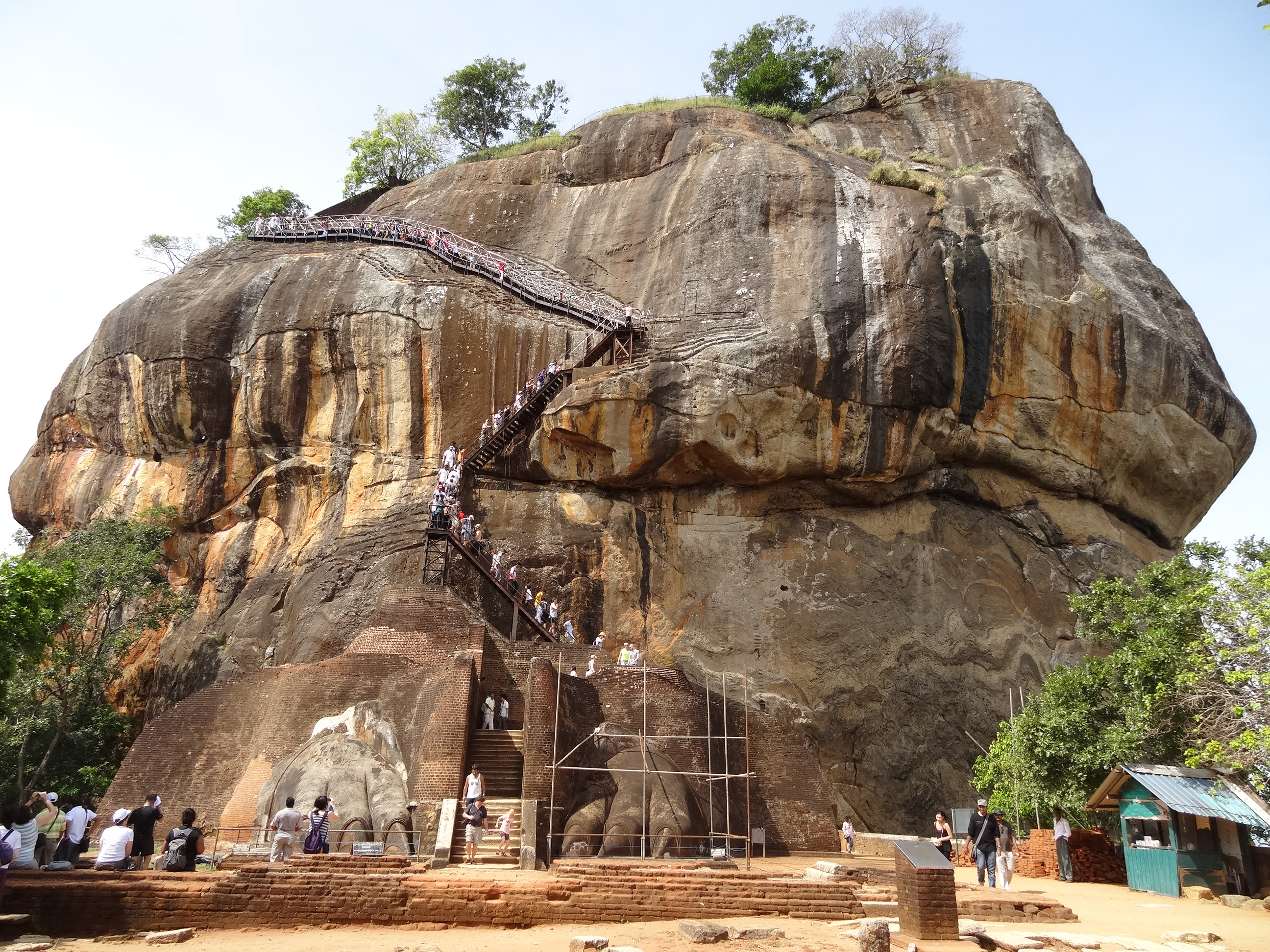
Az oroszlánkapu és a felvezető lépcső

1831-ben Jonathan Forbes őrnagy, brit katona fedezte fel a nyugat számára Szigiriját. Szigirija felkeltette először a régiséggyűjtők, majd a régészek érdeklődését. A helyszínen az 1980-as években kezdődtek el a régészeti munkálatok. Az első régész, aki részletes kutatást végzett a maradványokkal kapcsolatban, H.C.P. Bell volt. A Srí Lanka-i kormány támogatásával indult Kulturális Háromszög Projekt Szigirija teljes városának felkutatására vállalkozott. Az oroszlánlábak felett faragott oroszlánfej is volt, amely azonban nem maradt fenn. Szigirija romjai egy ősi fellegvárat, palotákat, árkokat, bástyákat, sziklába vésett vízgyűjtőket, egy oroszlánkaput, egy tükörfalat és falfestményeket tartalmaznak.

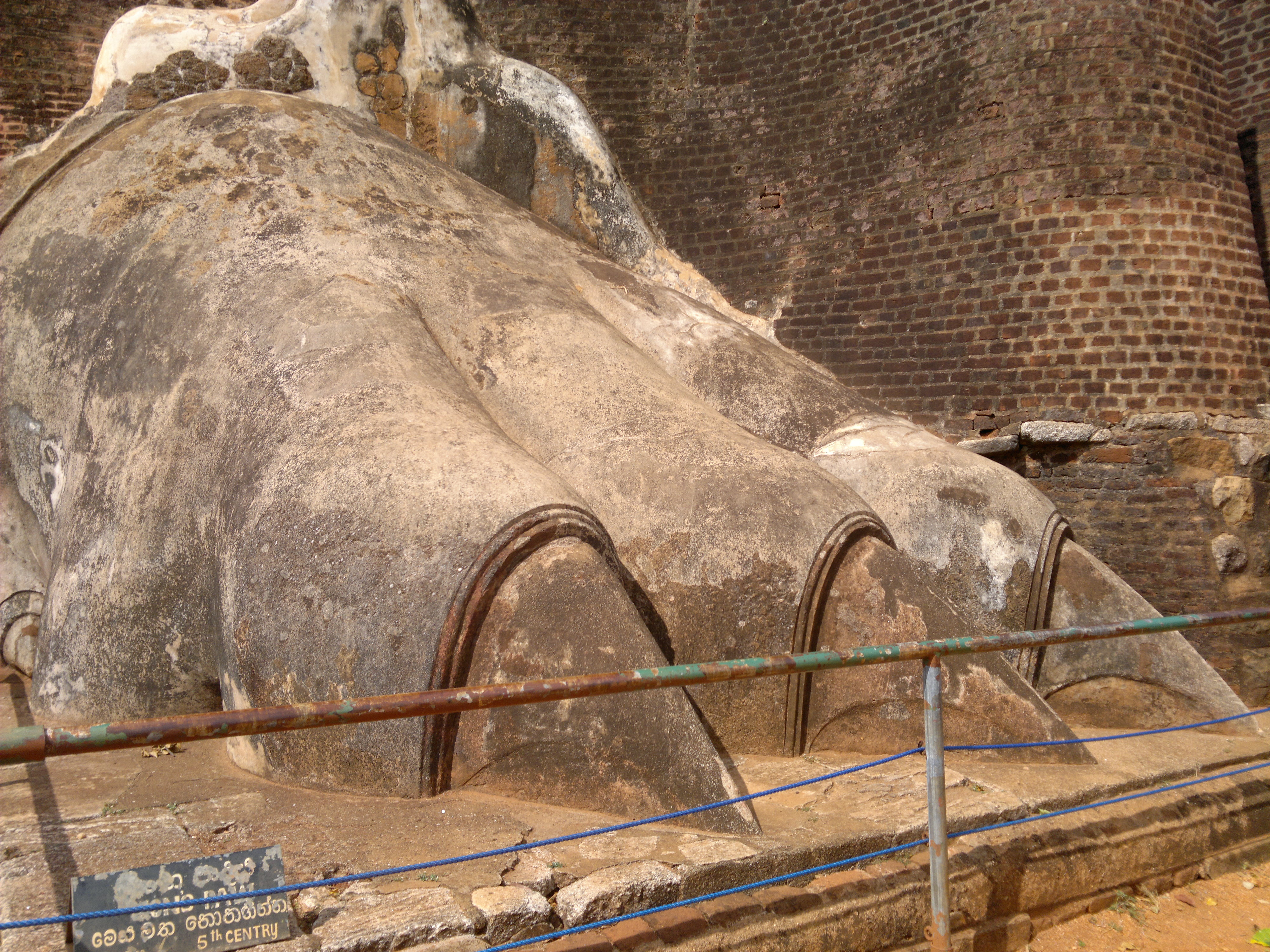
Az oroszlán mancsa közelről

### A helyszín bemutatása
Szigirija az első évezred egyik legjelentősebb várostervezési helyszíne, amelynek részletesen kidolgozott terve kitűnő tervezői képzelőerőről tanúskodik, amely ötvözi a szimmetriát és az aszimmetriát a természetes és az ember alkotta geometriai formák összehangolására. A szikla nyugati oldalán található, szimmetrikus alaprajzú királyi kertben a víztározó szerkezetek – köztük nagy részletességgel megépített felszíni és föld alatti hidraulikus rendszerek – némelyike még ma is működik. A déli oldalon mesterséges víztározók találhatók, amelyeket a száraz zónában található egykori fővárosból használtak. A bejárat öt kaput kapott. Feltehetően a legerőteljesebben feldíszített nyugati kaput használta az uralkodó család.

## Falfestmények
John Still brit régész úgy vélte, hogy a hegy teljes felülete egy hatalmas képgaléria. Elképzelhetőnek tartotta, hogy ez talán a világ leghatalmasabb festménye. A freskók be tudnák teríteni a szikla teljes, 140 méter hosszú és 40 méter magas nyugati oldalát. A színes falfestményeken szerepel 500 női alak, akikről nem maradt fenn további információ. A homlokzati sziklarészen túl, a barlangok mennyezetein is találni még festményeket, például a „Kobra csuklya” barlangban.
A szakemberek a falfestményeket többnyire az Anuradhapura korszakra szokták tenni, viszont a stílusukat mégis teljesen egyedinek tekintik, ugyanis a festék alkalmazásának stílusa eltér az anuradhapurai festményekétől. A festett vonalak itteni használata olyan hatást ér el, amely felnagyítja az alakok méretét. Lendületes mozdulatokkal vitték fel a festéket, és közben az egyik oldalon erőteljesebben nyomták rá, miáltal a széleken mélyebb lett a szín tónusa. Ebből a korból más festményeken is található hasonló festési stílus, ám ezekről hiányoznak a Szigirijában található vázlatos választóvonalak. A festményeken található hölgyek személyazonossága nem bizonyos. Egyesek szerint a királyok udvarhölgyeiről van szó, mások szerint vallási gyakorlatokon részt vevő nimfákat ábrázolnak. A festmények emlékeztetnek az indiai adzsantai barlangtemplomok falfestményeire.

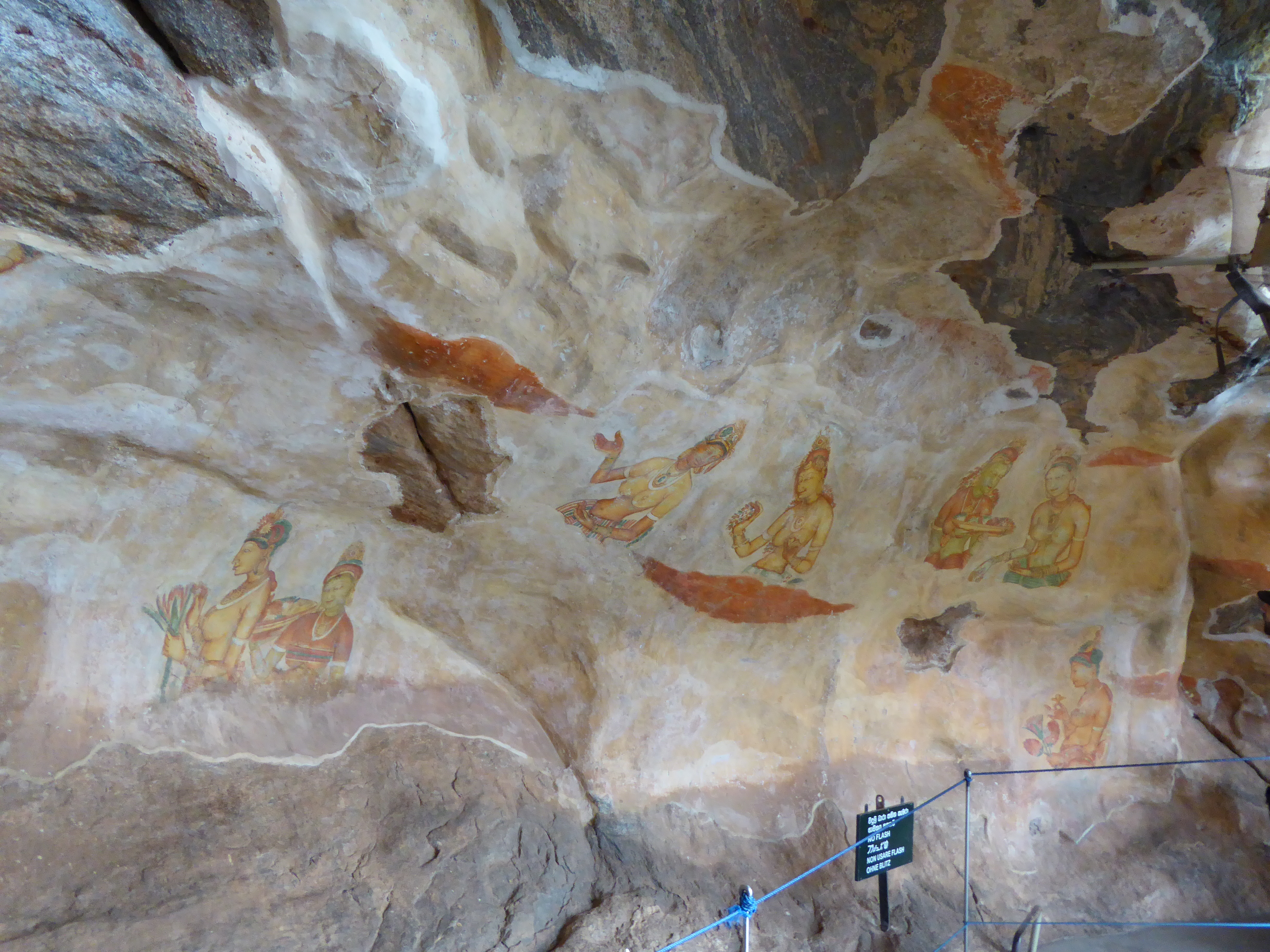
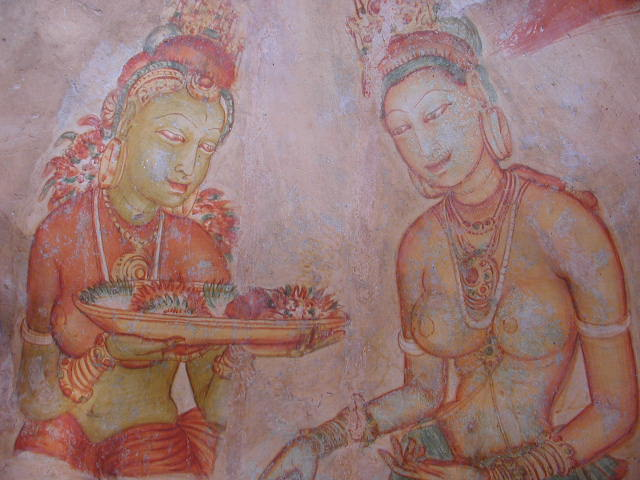
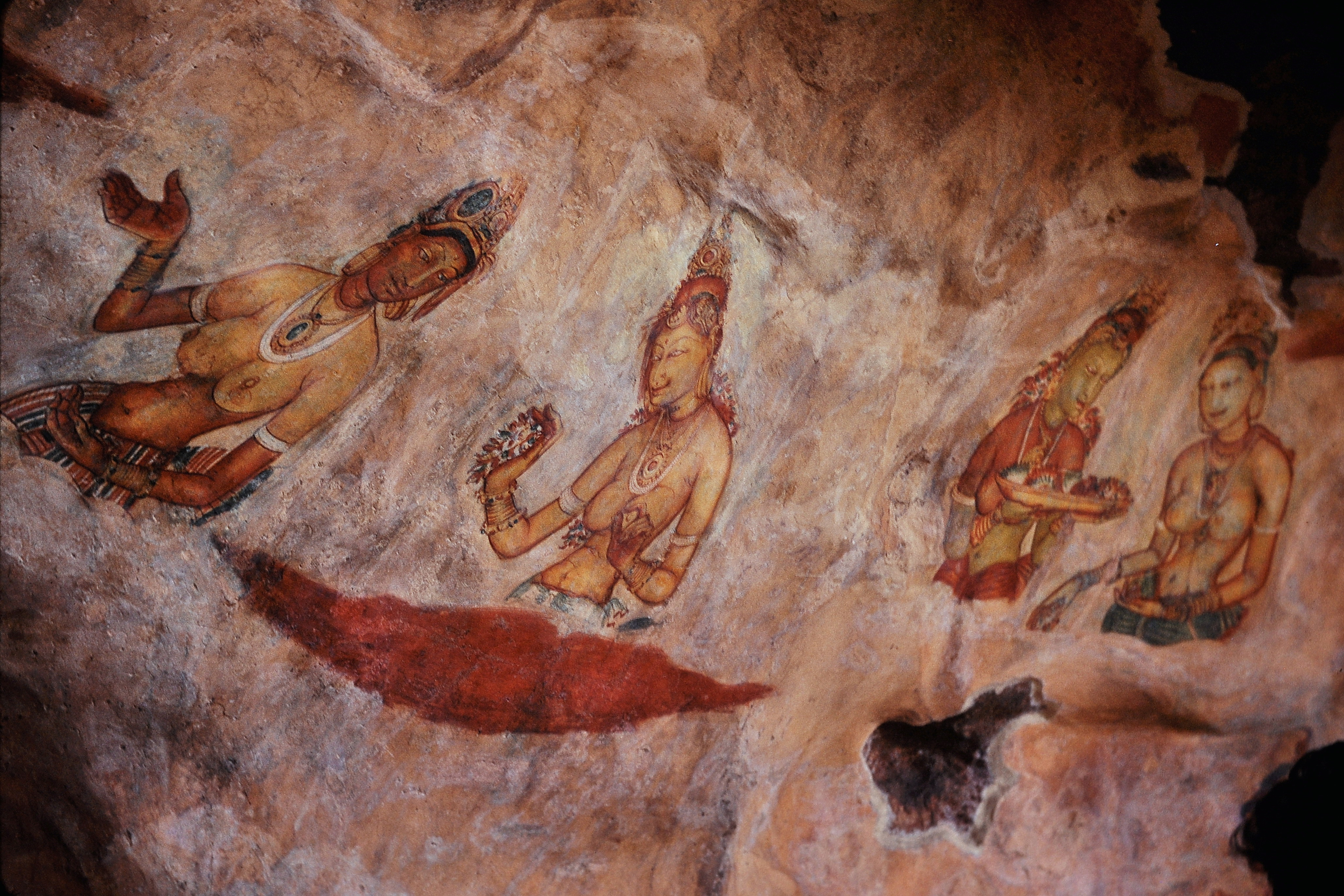
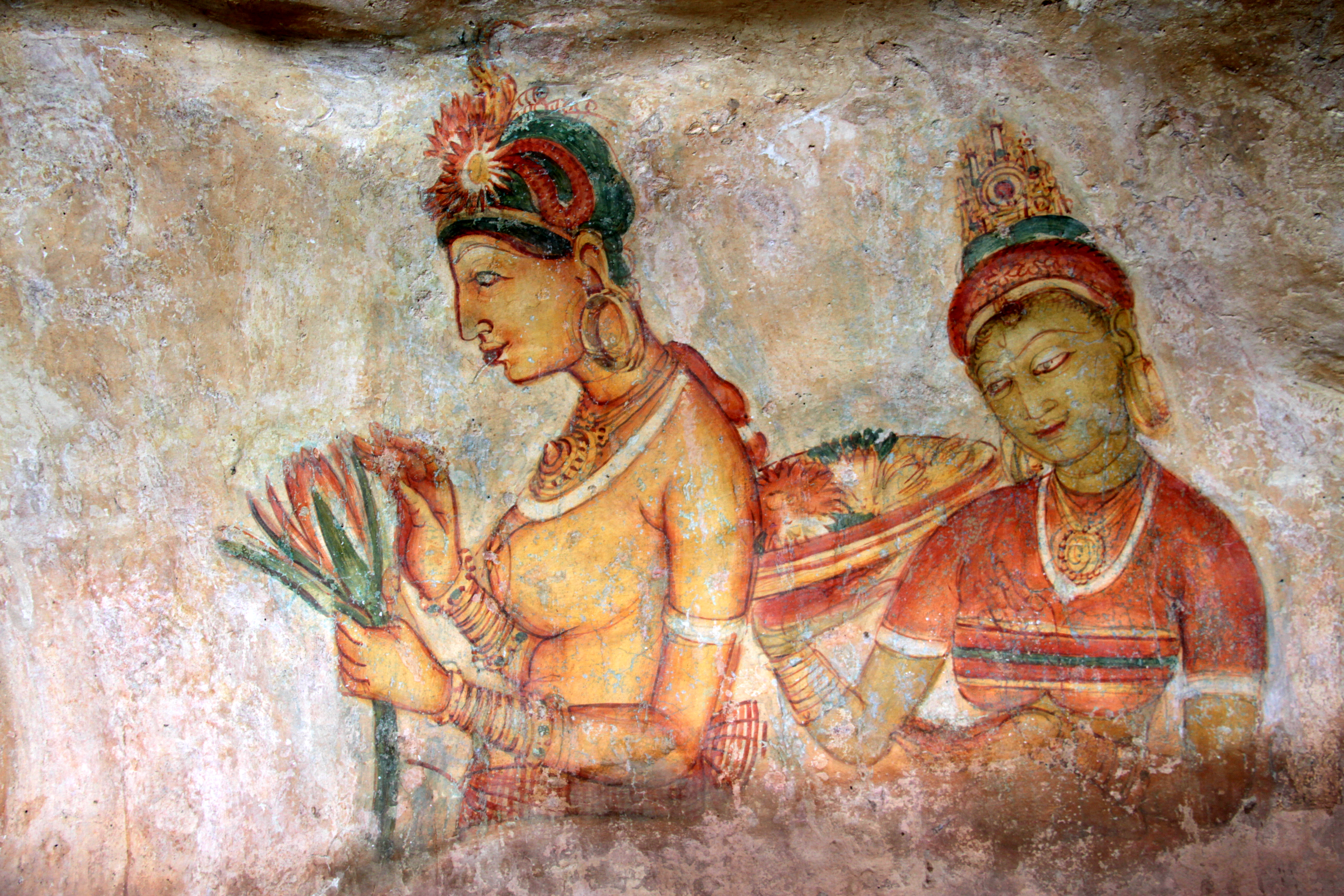

## A tükörfal

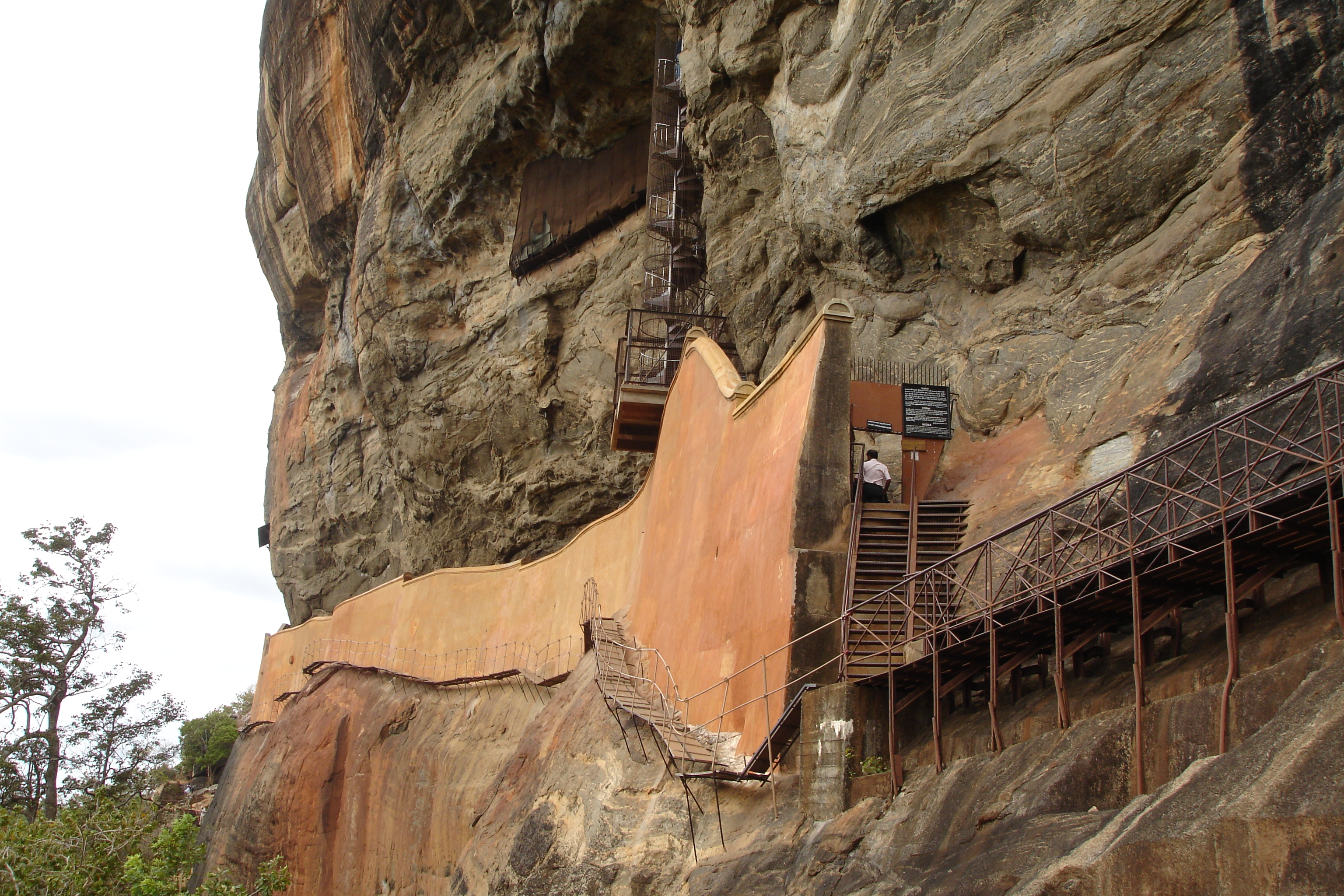
A tükörfal és a spirális lépcső, amely a falfestményekhez vezet

Eredetileg ez a téglából épült, fehér vakolattal ellátott sziklafal olyan mértékben fel volt finomra polírozva, hogy a király láthatta benne a tükörképét, miközben arra sétált. A falat mára telefirkálták az idelátogató emberek, a graffitik közül a legkorábbi a 8. századból való. Különféle emberek feliratai olvashatók, különböző témákban, mint például szerelem vagy irónia. A régebbi feliratok megóvása érdekében az újabb falfirkálást betiltották.

Dr. Senerat Paranavitana, Srí Lanka-i régész a tükörfalon 685 verssorra bukkant, amelyek a 8., a 9. és a 10. századból valók. Az egyik szingaléz nyelvű költemény magyar fordítása a következőképpen hangzik:
"Budal vagyok [az író neve]. Több száz emberrel jöttem megnézni Szigiriját. Mivel mindenki más költeményt írt, én nem!"

## A kertek
Szigirija város kertjei a helyszín egyik legfontosabb látványosságai, ugyanis ezek a világ egyik legrégibb tervezett kertjei. A kertek három részre vannak osztva, de egymással mégis összeköttetésben állnak. Van egy vízi kertes, egy barlang kertes és egy teraszos kertes rész.

### A vízi kertek

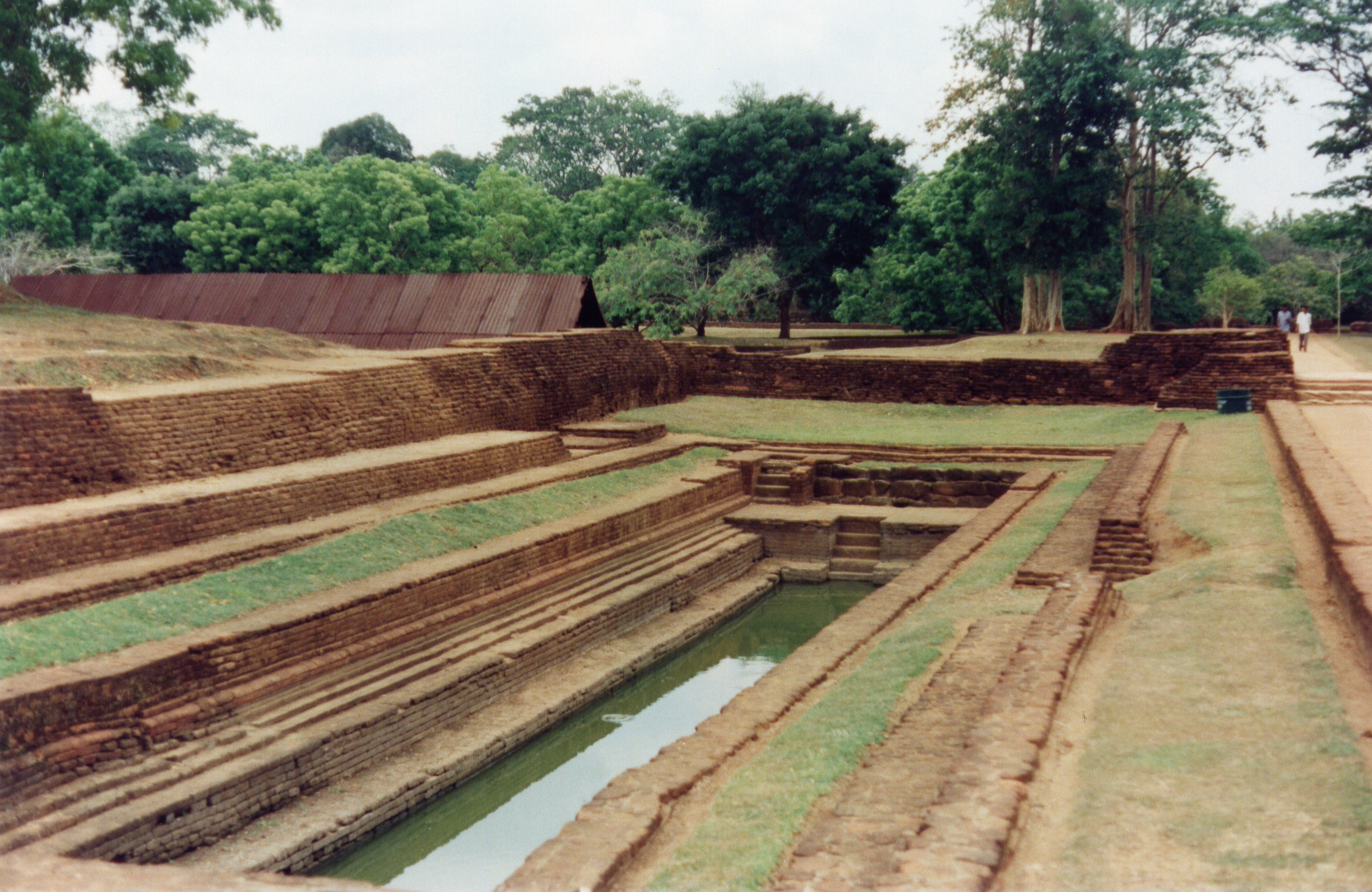
A kertegyüttes egyik medencéje

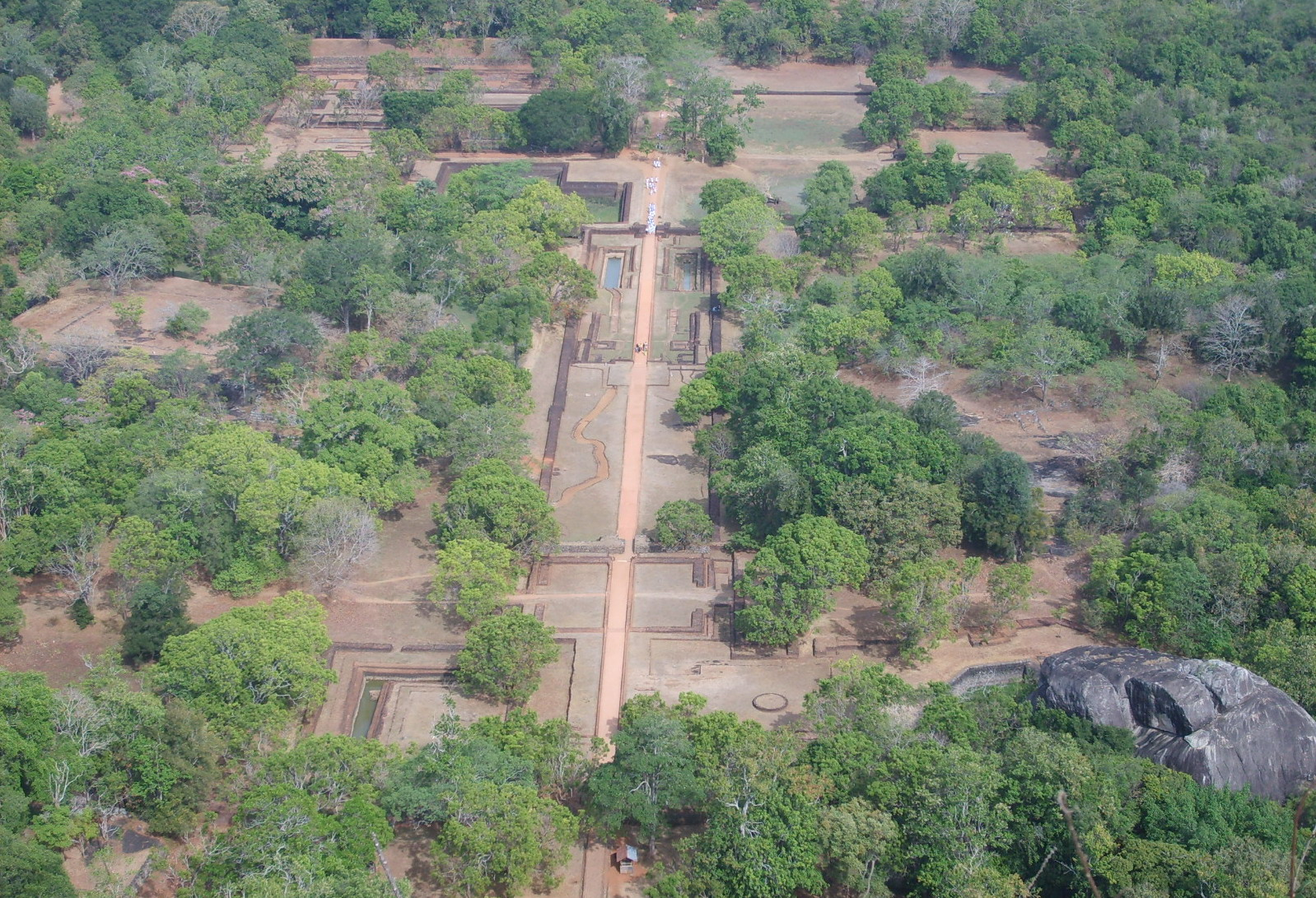
Szigirija kertjei, a Szigirija szikla csúcsáról nézve

A vízi kertek a nyugati kerület középső részén találhatók. Itt három fő kert kapott helyet. Az első kertben egy parcellát víz vesz körül. Ez össze van kötve a fő parcellával négy töltésen keresztül, amelyek végénél átjárók vannak. Egy egy ősi kerttípus szerint épült, amelyet úgy neveznek, hogy csarbag – ez az egyik legősibb ilyen kertforma.
A második kertben két hosszú, mély medence van az út két oldalán. Két sekély, kígyózó vízáram vezet ezekbe. Ide köríves mészkőlapos szökőkutakat helyeztek, amelyeket föld alatti vízvezetékek táplálnak, ezek a mai napig működőképesek – főleg az esős évszakban. Ennek a kertnek a két oldalán két nagy sziget van, amelyeknek a lapos felszínén nyári palotákat emeltek. Távolabb, északon és délen további szigetek vannak, amelyek az első vízi kerthez hasonló stílusban épültek.
Az első kettőnél magasabban fekvő harmadik kertben különleges, nyolcszögletű medence található, emelt pódiummal az északkeleti sarkán. A citadella nagy méretű tégla és kő falazata a kert keleti oldalán áll.
A vízi kertek a kelet-nyugati tengely mentén szimmetrikusak. Ezeket nyugaton a külső várárok, a Szigirija déli részén a nagy méretű medence köti össze. Az összes medencét föld alatti csatornahálózat köti össze a várárokkal és egy tóval, amely vízzel látja el a kert medencéit. Egy kisebb méretű vízikert kapott helyet az első vízikert nyugati részén, amely több apró medencéből és vízáramból áll. Ez a kert feltehetően Kásjapa király ideje után készült, valószínűleg a 10. és a 13. század között.

### A sziklakertek
A sziklakertek nagy állószikláit kanyargós ösvény köti össze. A kert az északi meredélytől a hegy déli emelkedőjéig ér, a Szigirija szikla lábáig. Az itteni állósziklák többségére épületet vagy pavilont emeltek. A téglafalak és gerendák alatti lábazatokat sziklából vájták. Ellenség támadásakor ezeket lökték, zúdították rájuk fentről.

### A teraszos kertek
A teraszos kerteket a Szigirija szikla lábánál lévő természetes hegyből építették. A teraszok sorozata a sziklakert ösvényeiből emelkedik a szikla lépcsősoráig. Ezek téglából épült falak, amelyeket koncentrikusan építettek fel a szikla köré. A teraszos kerteken át vezető ösvény egy mészkő lépcsősor. A szikla oldalára rögzített lépcső elvezet a legfelsőbb teraszra, egészen odáig, ahonnan az oroszlán lépcső indul.

## Egyéb
- A Duran Duran 1982-es Save a Prayer című számának videóklipjét elsősorban Szigirijában vették fel.[1]
- Szigirija Arthur C. Clarke Az éden szökőkútjai sci-fi regényének több helyszínéül is szolgál, jóllehet Clarke a könyvben megváltoztatta a helyszín nevét Jakkagala ("Démon szikla") sziklára.